# Chuyến bay 7908 của Caspian Airlines
Chuyến bay 7908 của Caspian Airlines là một chuyến bay thương mại theo kế hoạch từ Tehran, Iran, đến Yerevan, Armenia, đã rơi xuống làng Jannatabad, tỉnh Qazvin, đông bắc Iran vào ngày 15 tháng 7 năm 2009. Tất cả 153 hành khách và 15 thành viên phi hành đoàn (tổng cộng 168) trên chuyến bay được thông báo đã chết.